# Euphaedra njamnjami
Euphaedra njamnjami är en fjärilsart som beskrevs av Otto Staudinger 1891. Euphaedra njamnjami ingår i släktet Euphaedra och familjen praktfjärilar. Inga underarter finns listade i Catalogue of Life.